# Sympycnus thienemanni
Sympycnus thienemanni är en tvåvingeart som beskrevs av Stackelberg 1931. Sympycnus thienemanni ingår i släktet Sympycnus och familjen styltflugor. Inga underarter finns listade i Catalogue of Life.